# De Simon
De Simon Group S.p.A. — производитель автобусов из Италии.
Междугородные автобусы изготовляются с двигателями и шасси шведской фирмы Scania.
Основная серия автобусов — Intersity, предлагается в разнообразных вариантах длины:
от 10,7 м до 14,4 м.
Intersity IN3, IL3, IL4 — самые короткие модели серии, оснащаемые двигателями Scania DC 9 на 300 и
380 л. с.
Intersity 15HD — автобус, длиной 14,4 метра с 67 сиденьями, двигателем Scania DS 12(420 л. с.).
За время своей деятельности компания произвела около 8000 городских, междугородних и рейсовых автобусов различных моделей (Inbus, Starbus, Intercity, Van Hool, Millemiglia) на базе шасси Siccar, Scania, Man, Mercedes, Daf и Renault, со средним объемом производства 150 единиц в год.

## История
Компания De Simon была основана Джованни Де Симоном в Озоппо в 1925 году. В первые десятилетия XX века компания специализировалась на производстве общественного транспорта с использованием деревянных кузовов.
Под руководством Ильво, сына основателя компании, предприятие достигло значительного развития в размерах и качестве производства, освоив изготовление стальных кузовов для городского, междугородного и туристического транспорта на шасси FIAT, OM, Alfa и Lancia. Землетрясение в мае 1976 года в регионе Фриули стало поворотным моментом в истории компании, когда Ильво вместе с сыновьями Джованни и Альвио, при поддержке работников, восстановил завод в промышленной зоне Риволи.
В 2006 году компания De Simon осуществила важные преобразования, изменив основное направление своей деятельности. Опираясь на накопленный опыт и экспертизу, компания вышла на рынок послепродажного обслуживания, специализируясь на производстве и дистрибуции запасных частей для автобусов и грузовиков, а также на ремонте, техническом обслуживании и модификации автобусных кузовов.